# Championnat de France de rugby à XV 1905-1906
Navigation
1904-1905 1906-1907
La quinzième édition du championnat de France de football-rugby de première série de l'USFSA 1905-1906 est remporté par le Stade bordelais UC vainquant pour la troisième année consécutive le Stade français en finale.

## Contexte
Lors de cette saison, l'USFSA décide de créer un championnat de France de deuxième série aussi nommé Challenge Brennus dans L'Auto. Suivant le même format que pour la première, les champions régionaux de deuxième série se qualifient pour le championnat de France. Cependant, on note que l'USFSA rappelle que si « une équipe supérieure entraine le forfait des équipes inférieures ». 
Le CA Périgueux bat l'AS de Lyon en finale sur le score de 16 à 0 et devient le premier champion de France de deuxième série.

## Participants
Ainsi, les clubs vainqueurs de leur comités régionaux respectifs se qualifient pour le championnat de France. Lors de cette édition, l'USFSA avait prévu 16 clubs concourant pour le championnat mais trois des champions régionaux n'ont pas été communiqués et sont considérés comme forfaitaire.
Dès lors, seulement 13 équipes sont amenées à disputer le championnat de France.
Le calendrier est bouleversé car les championnats régionaux peuvent être repoussés et cela est le cas pour celui de Paris et de la Haute-Normandie.
On remarque que le championnat de Centre-Est est devenu celui de Centre-Nord et voit la première du Club nivervois amateur dans le championnat de France. 
Le Stade rochelais se qualifie aussi pour la première fois dans le championnat suite à un incident lors de la finale régionale de l'Atlantique. En effet, le SCU nantais ne faisant pas le nécessaire pour organiser la finale contre le Stade rochelais vit l’USFSA statufier sa défaite, déclarant alors La Rochelle comme champion de l'Atlantique.

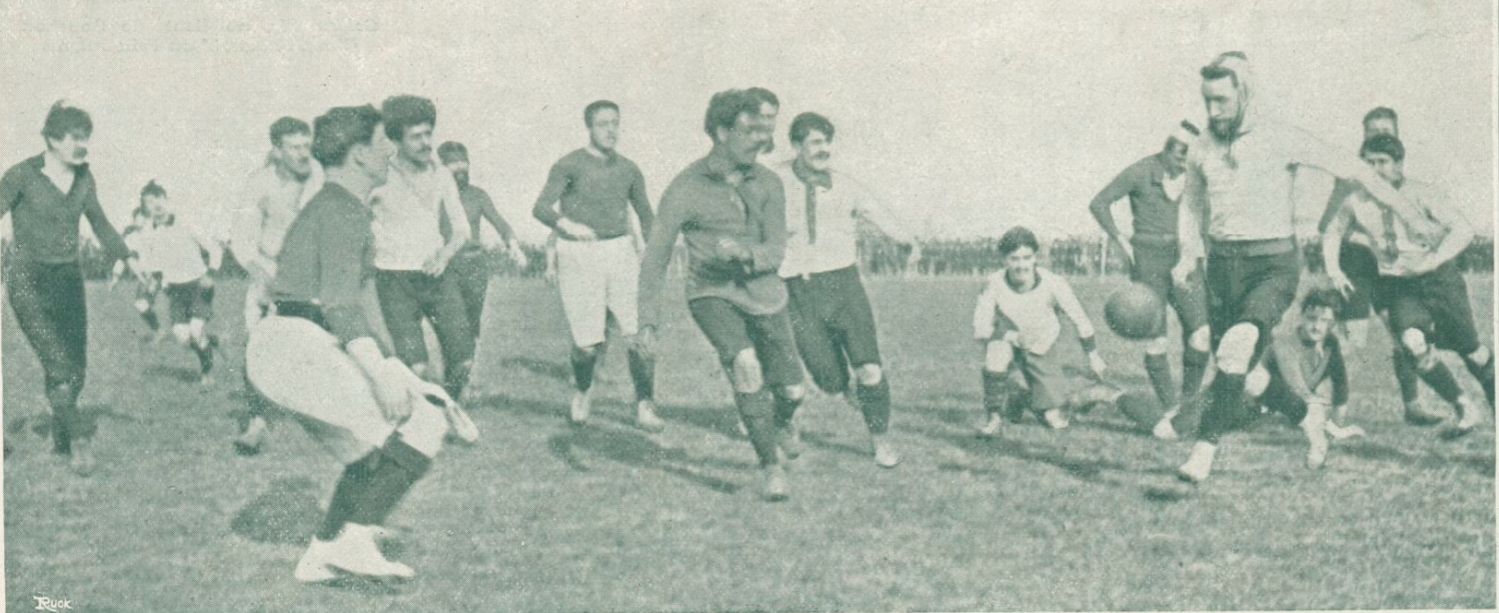
Demi-finale du 1^{er} avril 1906, Duval (maillot blanc, FC de Lyon) amène le ballon en touche.

Dans le champion du Sud, constamment qualifié, le Stade olympien se voit pourtant défait, le 18 février 1906 (3-0), face à son rival du Véto-sport toulousain se qualifiant pour la seconde fois dans le championnat. La première remonte à 1904 sous le nom de l'US de l'École Vétérinaire de Toulouse avant sa fusion avec le SA toulousain en 1905.
Voici les champions de l'édition 1906 :
- Stade grenoblois, champion des Alpes
- Stade Rochelais, champion de l'Atlantique
- Forfait - non communiqué, champion de Bretagne
- Club nivervois amateur, champion du Centre-Nord
- Vélo sport chartrain, champion du Centre-Ouest
- Stade poitevin, champion du Centre-Sud
- Forfait - non communiqué, champion de Champagne
- Racing club Bourguignon, champion de l'Est
- Olympique de Marseille, champion du Littoral
- Stade lorrain, champion de Lorraine
- Le Havre athletic club, champion de la Haute-Normandie
- Forfait - non communiqué, champion de la Basse-Normandie
- Stade français champion de Paris
- Véto-sport toulousain, champion du Sud
- Football club de Lyon, champion du Sud-Est
- Stade bordelais université club, champion du Sud-Ouest

## Organisation
Comme l'an dernier, on réunit les champions régionaux dans des zones interrégionales. Le seul changement à notifier est que le champion de la Seine et de la Loire affronte celui du Rhône en demi-finale.
- Région Garonne : Bordeaux, Poitiers et Toulouse
- Région Rhône : Dijon, Grenoble, Lyon, Marseille, Nancy et Nevers
- Région Seine et Loire : Chartres, La Rochelle, Le Havre et Paris.

Les rencontres ont lieu suivant les tableaux suivants :
- Régions de la Seine et de la Loire :
  - Match 1 : Atlantique contre Bretagne à Nantes (forfait de la Bretagne, pas de champion donné)
  - Match 2 : Basse Normandie contre Haute-Normandie au Havre (forfait de la Basse-Normandie le 10 février, pas de champion donné)
  - Match 3 : vainqueur 1 contre Paris à Tours le 18 mars
  - Match 4 : vainqueur 2 contre Centre-Ouest à Paris le 4 mars
  - Match 5 : vainqueur 3 contre vainqueur 4 à Paris le 25 mars
- Régions du Rhône :
  - groupe Nord :
    - Match 1 : Lorraine contre Champagne à Nancy (forfait de Champagne, pas de champion donné)
    - Match 2 : Est contre Centre-Nord à Nevers
    - Match 3 : vainqueur 1 contre vainqueur 2

  - groupe Sud :
    - Match 1 : Alpes contre Sud-Est à Lyon
    - Match 2 : vainqueur 1 contre Littoral à Lyon

  - Match final du Rhône : vainqueur Nord contre vainqueur Sud
- Région de la Garonne :
  - Match 1 : Centre-Sud contre Sud-Ouest à Bordeaux
  - Match final (« demi-finale 1 du championnat de France ») : Sud contre vainqueur 1 à Toulouse sur le terrain de Recollets
- Demi-finale 2 du championnat de France : vainqueur Rhône contre vainqueur Seine et de la Loire
- Finale du championnat de France : Vainqueur du Rhône-Seine contre vainqueur de la Garonne

## Premier tour
- Stade lorrain bat le champion de Champagne par forfait le 18 février
- Club nivernais d'amateurs bat le RC Bourguignon par forfait le 18 février
- FC Lyon bat Stade Grenoblois par forfait le 18 février

## Second tour
- Stade lorrain bat le Club nivernais d'amateurs par forfait le 4 mars
- Le Havre bat Chartres 17-9 à Chartres le 4 mars
- Stade bordelais UC bat le Stade poitevin (11-0) à Poitiers le 4 mars
- FC Lyon bat l'Olympique de Marseille 33-3 à Marseille le 4 mars

## Troisième tour
- FC Lyon bat Stade lorrain par forfait le 18 mars (rencontre prévue de base pour le 15 mars)
- Stade français bat le Stade rochelais 83-0 à Paris le 18 mars

## Quatrième tour
- Stade français bat Le Havre Athletic Club, 8-0 à Paris le 25 mars

## Demi-finales
- Stade français bat FC Lyon 9-0 à Lyon le 1er avril.
- Stade bordelais UC bat le Véto-Sports toulousain 11-3 à Toulouse le 18 mars.

## Finale

### Fait marquant de la saison
En ce printemps, l'inédit n'est pas la finale opposant le Stade bordelais université club (SBUC) au Stade français : c'est leur troisième rencontre consécutive au sommet. Il réside plutôt dans la vitalité dont fait désormais preuve le rugby hors de la capitale. Les équipes parisiennes conservent encore leur suprématie, mais plus pour très longtemps.
Si le finaliste, le Stade français, écrase 83-0 le champion de l'Atlantique, le Stade rochelais, en huitième de finale, il peine pour sortir en quart de finale Le Havre Athletic Club, champion de Haute-Normandie, sur le petit score de 8-0. Et que dire de Toulouse, qui manque d'éliminer en demi-finale le SBUC, champion en titre depuis deux ans? Le Football Club de Lyon échoue lui aussi en demi-finale mais le rugby de la "province" affirme désormais sa valeur.

### Récit
Cette finale n'est pas une nouveauté. Elle n'en est pas moins ardente. D'une ardeur à la limite du tolérable; à tel point qu'Allan Muhr, ancien capitaine du Stade Français et arbitre de la rencontre, menace de quitter le terrain si les esprits ne se calment pas. Ils se calment au bénéfice du jeu dans lequel la puissance du pack bordelais fait merveille.
| Équipes        | SBUC - Stade français Paris |
| Score          | 9-0 (3-0) |
| Date           | 8 avril 1906 |
| Stade          | Parc des Princes (Paris) 4 000 spectateurs |
| Arbitre        | Allan Muhr |
| Les équipes    | |
| SBUC           | Léon Lannes, Carlos Deltour, Louis Soulé, Alphonse Massé, Jacques Duffourcq, Robert Blanchard, Marcel Laffitte, Louis Mulot, André Lacassagne, Mazières, Maurice Leuvielle, Maurice Bruneau, Pascal Laporte, Hélier Thil, Henri Martin    |
| Stade français | Georges Jérome, Marcel Communeau, Edouard Miranowicz, André Vergès, Albert Cuillé, Charles Beaurin, Pierre Rousseau, G. Poirier, Guy de Talancé, Henri Amand, Charles Vareilles, Paul Maclos, Émile Lesieur, Augustin Pujol, Julien Combe |
| Points marqués | |
| SBUC           | 3 essais de Mazières, Laffitte, Lacassagne |
| Stade français | |